# لیدبروک
لیدبروک (به انگلیسی: Lydbrook) یک روستا و محله مدنی در بریتانیا است که در Forest of Dean واقع شده‌است. لیدبروک ۲٬۱۹۲ نفر جمعیت دارد.